# Jean-François Vandorpe

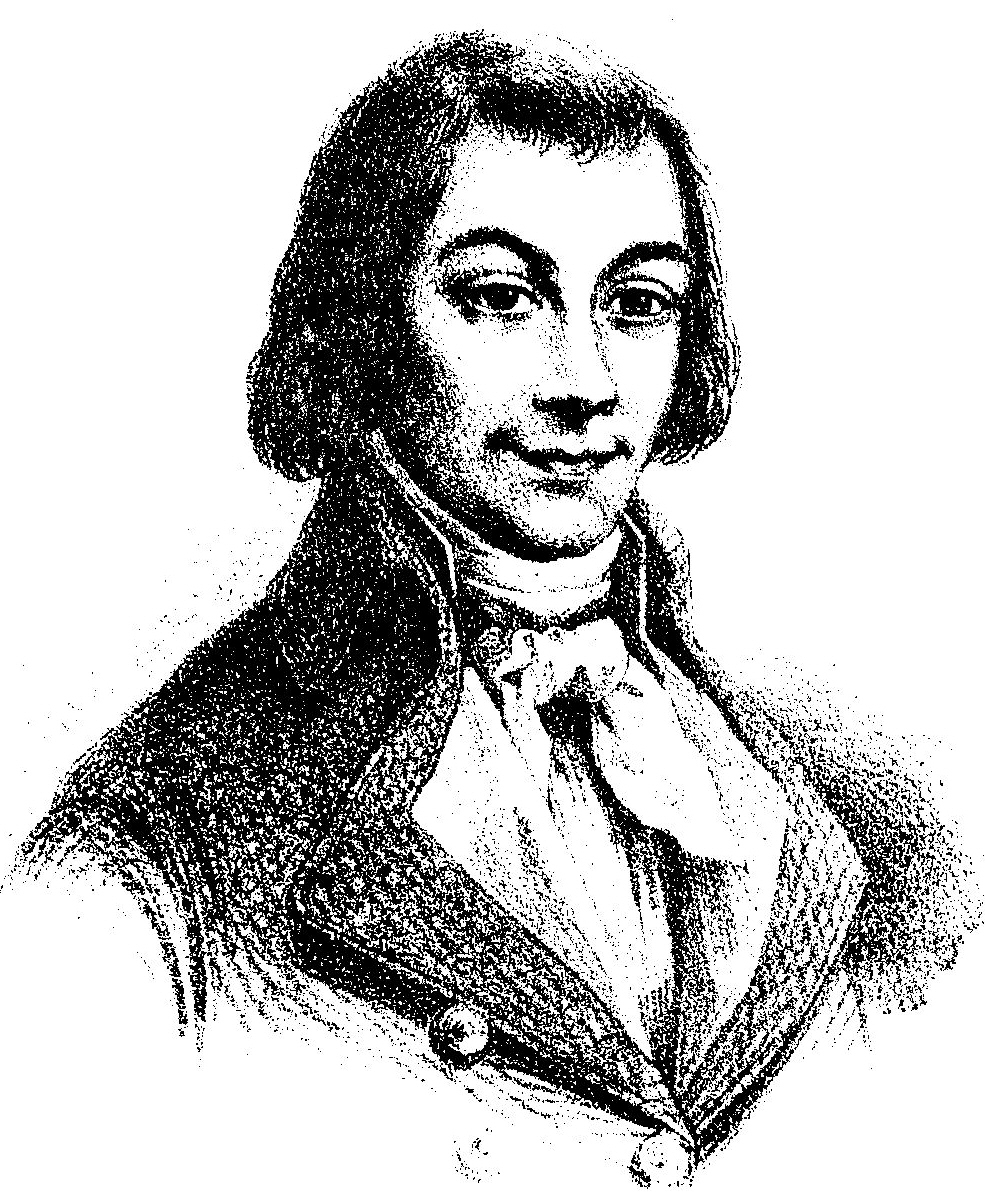
Jean-François Vandorpe

Jean-François "Francis" Vandorpe (ook Van Dorpe gespeld) (Herzeeuw, 17 februari 1757 - Kortrijk, 29 november 1803) was een Vlaams geneeskundige.
Vandorpe liep stage bij zijn grootvader, die eveneens chirurg was. Daarna ging hij naar de universiteit van Parijs, waar hij met onderscheiding de titel van Maitre en Chirurgie behaalde. In 1791 behaalde hij aan de universiteit van Douai de titel van licentiaat in de geneeskunde.
De epidemie van dysenterie die toen (1794) heerste werd het voorwerp van zijn werk Essai sur la dyssenterie épidémique qui a regné en Flandre et spécialement à Courtray, l'an 1794 (1795), waarmee hij de graad van doctor in de geneeskunde verwierf. In dit werk stelde Vandorpe een nieuwe behandeling voor, gebaseerd op vergelijkende studie van therapieën. Een geschil met afgunstige collegae werd voorgelegd aan de Parijse Academie. Deze was vol lof over het werk van Vandorpe en schaarde zich volledig aan zijn zijde.
Vandorpe was lid van de Société de Médecine de Paris en was tevens corresponderend lid van de Société de Médecine de Montpellier.